# لويزا مارتين
لويزا مارتين (بالإسبانية: Luisa Martín)‏ هي ممثلة إسبانية، ولدت في 23 فبراير 1960 في مدريد في إسبانيا.

## وصلات خارجية
- لويزا مارتين على موقع IMDb (الإنجليزية)
- لويزا مارتين على موقع قاعدة بيانات الفيلم (الإنجليزية)